# Canal 7 (Guatemala)
Canal 7 (anteriormente conocido como Televisiete) es un canal de televisión abierta guatemalteco, que fue fundado en 1964 con el nombre de Televisora Independiente, En 1980, el canal fue adquirido por el empresario mexicano-guatemalteco Remigio Ángel González junto con el Canal 3, Ambos canales conforma la Sociedad Telecentro bajo el consorcio de Telemedia que a su vez es filial de Albavisión.

## Historia
El Canal 7 de Guatemala inició transmisiones el 15 de diciembre de 1964, y fue creado por el Diario El Imparcial, bajo el nombre de Televicentro a través del Canal 7. En sus inicios, el canal ofreció producción local, informativos y contenidos extranjeros, siendo estos: Dimensión desconocida o La tremenda corte y sus producciones nacionales eran: Ritmos de juventud, conducido por Danilo "El Gordo" Sanchinelli, que promovía artistas y grupos de rock nacional.
En los años 70, el canal fue relanzado como Televisiete y fue el primer canal guatemalteco en transmitir telenovelas y producciones de la cadena mexicana Televisa, entre ellos los programas del comediante mexicano Chespirito, que tuvieron altos índices de audiencia por más de 50 años. El 4 de febrero de 1976, un fuerte terremoto azotó la Ciudad de Guatemala, y el Canal 7 fue la única estación de televisión que estuvo al aire durante varias horas  y fue el medio que difundió los mensajes oficiales del gobierno de Kjell Eugenio Laugerud García. Infortunadamente, se perdieron las primeras grabaciones de los primeros años del canal.
A principios de los años 80, el canal alcanzó su cobertura al nivel nacional y su mayor éxito de audiencia, gracias a la instalación de la primera unidad de satélite y con la transmisión de videoclips musicales tanto al nivel nacional como internacional con canciones de moda, el primero de ellos siendo Oye del dominicano July Mateo. Por estos años, fue el primer canal guatemalteco en transmitir la programación deportiva, emitiendo partidos de fútbol y otros eventos deportivos de la Selección de fútbol de Guatemala, la Liga Nacional de Fútbol de Guatemala, la Bundesliga, la Serie A, la Liga Española, la Copa Mundial de Fútbol, entre otros más.
Con el cierre del Diario El Imparcial en 1985, Televisiete empezó a sufrir problemas económicos, de las cuales cancelaron algunos programas propios y fueron reemplazándose con programación enlatadas, transmisiones deportivas, informativos y películas adicionales. 

### Adquisición de Ángel González
En 1986, el canal Televisiete, fue adquirido por el empresario mexicano Remigio Ángel González, dueño del Canal 3, de la cual formaría la sociedad llamada Telemedia Limitada, embrión de lo que sería como Grupo Chapín TV. Bajo la nueva administración del canal, Televisiete volvería a producir contenidos propios como el programa de concursos dominical 7 Ritmos de juventud, conducido por el recordado Danilo "El Gordo" Sanchinelli, el programa musical Oye 7 del cantante dominicano July Mateo, el noticiero Notisiete, y otros programas propios como la revista matutina Nuestro Mundo por la Mañana, el programa de entrevistas Apartamento 7, el programa magazín de las tardes Nuestro Mundo Joven, y los programas deportivos como Teledeporte, Telefútbol y Zona Deportiva, que este último se emite en Canal 11. Otros programas del Canal 3 como La feria de la alegría, Venga con Chalo Venga y Con buena onda, se emitían en Televisiete debido a la escasa cobertura del canal en algunas zonas del país. 
En febrero de 1987 se estrenó el primer programa magazín de la televisión guatemalteca: Nuestro Mundo por la Mañana, que desde ese año se emitía simultáneamente con Canal 3. 
A finales de los años 90, Televisiete comenzó a emitir animé japonés en el horario de las tardes, con el estreno de las series Dragon Ball Z, Saint Seiya, Pokemón y desde mediados de 2000, la serie Naruto, de las cuales todos los animes fueron transferidos a Trecevision, unos años después. 

### SigloXXI
Ya acercándose al nuevo siglo, se estrenaron dos programas de contenido humorístico: Moralejas, creado por los hermanos Sammy y Jimmy Morales y En la mira con K-riño, programa de cámaras escondidas.
En los años 90, incorporó telenovelas mexicanas de Televisa a su programación, a su vez adquirió los derechos para los eventos de lucha libre, en especial de la Federación Mundial de Lucha Libre (hoy World Wrestling Entertainiment), los animes de Sailor Moon, Doraemon, Dragon Ball Z, Dragon Ball GT y Slam Dunk. En 2005, hizo lo mismo pero con las producciones de Telemundo y en 2017 las telenovelas turcas (especialmente de Ay Yapim; y Kanal D).
En julio de 2018 Televisiete pierde los derechos de transmisión de la Liga Guatemalteca de fútbol de 1ª y 2ª división, cedidos a Tigo Sports y Claro Sports. 
En 2021 Televisiete regresó a transmitir la Primera División con el juego de semifinales del Clausura 2021 entre Club Deportivo Nueva Concepción y Comunicaciones B, ese mismo año, oficializa su alianza con la UEFA para las transmisiones de Eurocopa, Liga de las Naciones de la UEFA, Liga de Campeones de la UEFA y UEFA Europa League.
Desde el 11 de noviembre de 2022, Televisiete, junto con las 4 canales de Albavisión Guatemala, hicieron un cambio total de imagen y desde ese momento, se le conoció nuevamente como Canal 7, luego de 50 años con el nombre e identidad de Televisiete.
En la actualidad, en Canal 7 se emiten casi toda la programación del Canal 3, aunque se emiten transmisiones deportivas y eventos especiales, en simultáneo con Canal 11.
A partir del 11 de marzo del 2025 los 5 canales de Albavisión Guatemala, incluido Televisiete iniciaron su transmisión en alta definición HD, en formato 1080i.